# Franz Xaver Maßl
Franz Xaver Maßl (* 8. Dezember 1800 in Straubing; † 3. März 1852 in Passau) war ein deutscher römisch-katholischer Geistlicher und Theologe.

## Leben
Maßl besuchte das Straubinger Gymnasium und ging anschließend an das Regensburger Lyzeum, an dem er das Studium der Theologie aufnahm. 1825 empfing er in Regensburg die Priesterweihe. Nach Beendigung der Ausbildung wurde er zunächst 1828 Stiftsprediger an der Stiftskirche St. Jakob sowie Religionslehrer in Straubing, danach war er ab 1835 Pfarrer in Hunderdorf und in selber Position kurz ab 1843 in Cham tätig.
Maßl wechselte 1846 nach Passau. Dort bekam er das Amt des Pfarrers der Stadtpfarrkirche St. Paul. Dort erlangte er das Amt des Dekans sowie das Amt des Distriktschulinspektors. 
Die Theologische Fakultät der Universität Prag verlieh ihm die Ehrendoktorwürde. Zu seinem fünfundzwanzigjährigen Priesterjubiläum widmete ihm Karl Schiedermayr eine Festmesse in D-Dur für Chor und Orchester.

## Publikationen (Auswahl)
- Erklärung des Neuen Testaments nach den h. Vätern und anderen Schriftauslegern und katholischen Schriftstellern, 13 Bänden, 1831–1850.
- Unterweisungen in der christ-katholischen Religion, 5 Bände, 1853–1854.
- Ausführliche katechetische Predigten, 5 Bände, 1855.